# Debbie Wells
Debbie Wells, född 29 maj 1961, är en friidrottare från Australien. Hon deltog vid olympiska sommarspelen 1976, olympiska sommarspelen 1980 och olympiska sommarspelen 1984.